# Зігфрід Штрауб
Зігфрід Штрауб (нім. Siegfried Straub; 22 червня 1914, Браунсберг — 10 березня 1944, Атлантичний океан) — німецький офіцер-підводник, оберлейтенант-цур-зее крігсмаріне.

## Біографія
16 вересня 1939 року вступив на флот. В грудні 1940 року відряджений в морську авіацію. В квітні-вересні 1941 року пройшов курс підводника. З вересня 1941 по квітень 1942 року — вахтовий офіцер на плавучій базі підводних човнів «Фега». З 4 червня 1942 року — 1-й вахтовий офіцер на підводному човні U-625. В серпні-листопаді 1943 року пройшов курс командира човна. З листопада 1943 року — інструктор зі стрільби в торпедному училищі Мюрвіка. З 26 січня 1944 року — командир U-625. 29 лютого вийшов у свій перший і останній похід. 10 березня U-625 був потоплений в Північній Атлантиці західніше Ірландії глибинними бомбами канадського летючого човна «Сандерленд». Всі 53 члени екіпажу загинули.

## Звання
- Кандидат в офіцери (16 вересня 1939)
- Морський кадет (1 лютого 1940)
- Фенріх-цур-зее (1 липня 1940)
- Оберфенріх-цур-зее (1 липня 1941)
- Лейтенант-цур-зее (1 березня 1942)
- Оберлейтенант-цур-зее (1 жовтня 1943)